# بنز پکن
بنز پکن (انگلیسی: Beijing Benz) شرکت خودروسازی چینی است، که در سال ۱۹۸۴ تأسیس شد.